# Richard Krajicek
Richard Peter Stanislav Krajicek (Rotterdam, 6 de desembre de 1971) és un extennista professional neerlandès d'origen txec. La seva germana petita Michaella Krajicek també és tennista. En el seu palmarès destaca el Grand Slam de Wimbledon l'any 1996, l'únic tennista neerlandès que l'ha guanyat. En aquesta edició ja va aconseguir popularitat en derrotar a Pete Sampras en quarts de final, l'única derrota que va partir Sampras en aquest torneig entre les edicions de 1993 i 2000.

## Torneigs de Grand Slam

### Individual: 1 (1−0)
| Resultat  | Núm. | Any  | Torneig   | Oponent en la final | Marcador      |
| --------- | ---- | ---- | --------- | ------------------- | ------------- |
| Guanyador | 1.   | 1996 | Wimbledon | MaliVai Washington  | 6−3, 6−4, 6−3 |

## Biografia
Krajicek va néixer a Rotterdam (Països Baixos) en una família d'origen txecoslovac, i és germanastra de la tennista Michaella Krajicek. L'any 1999 es va casar amb la model, escriptora i presentadora de televisió Daphne Deckers.
Posteriorment a la seva retirada va crear la fundació "The Richard Krajicek Foundation" que s'encarrega instal·lacions esportives infantils en ciutats neerlandeses. A partir de l'any 2004 va treballar com a director del torneig de Rotterdam. És membre del partit polític Partit Popular per la Llibertat i la Democràcia (VVD).
Ha escrit diversos llibres esportius:
- Een half jaar netpost (2003) amb Tino Bakker
- Naar de top (2005) amb Anja de Crom
- Harde ballen (2005)
- Honger naar de bal (2006)
- Alle ballen verzamelen (2007)

## Palmarès: 17 (17−0)

### Individual: 26 (17−9)
| Llegenda (pre/post 2009)                                 |
| -------------------------------------------------------- |
| Grand Slams (1−0)                                        |
| Tennis Masters Cup / ATP Finals (0−0)                    |
| ATP Masters Series / ATP World Tour Masters 1000 (2−4)   |
| ATP International Series Gold / ATP World Tour 500 (5−3) |
| ATP International Series / ATP World Tour 250 (9−2)      |

| Títols per superfície |
| --------------------- |
| Dura (7−5)            |
| Gespa (3−1)           |
| Terra batuda (1−1)    |
| Moqueta (6−2)         |

| Resultat  | Núm. | Data                   | Torneig                   | Superfície   | Oponent en la final | Marcador                      |
| --------- | ---- | ---------------------- | ------------------------- | ------------ | ------------------- | ----------------------------- |
| Guanyador | 1.   | 8 d'abril de 1991      | Hong Kong, Hong Kong      | Dura         | Wally Masur         | 6−2, 3−6, 6−3                 |
| Finalista | 1.   | 13 d'abril de 1992     | Tòquio, Japó              | Dura         | Jim Courier         | 4−6, 4−6, 6−7(3)              |
| Guanyador | 2.   | 10 d'agost de 1992     | Los Angeles, Estats Units | Dura         | Mark Woodforde      | 6−4, 2−6, 6−4                 |
| Guanyador | 3.   | 16 de novembre de 1992 | Anvers, Bèlgica           | Moqueta (i)  | Mark Woodforde      | 6−2, 6−2                      |
| Finalista | 2.   | 22 de febrer de 1993   | Stuttgart, Alemanya       | Moqueta (i)  | Michael Stich       | 6−4, 5−7, 6−7(4), 6−3, 5−7    |
| Guanyador | 4.   | 9 d'agost de 1993      | Los Angeles (2)           | Dura         | Michael Chang       | 0−6, 7−6(3), 7−6(5)           |
| Guanyador | 5.   | 11 d'abril de 1994     | Barcelona, Espanya        | Terra batuda | Carles Costa        | 6−4, 7−6(6), 6−2              |
| Guanyador | 6.   | 13 de juny de 1994     | Rosmalen, Països Baixos   | Gespa        | Karsten Braasch     | 6−3, 6−4                      |
| Guanyador | 7.   | 10 d'octubre de 1994   | Sydney, Austràlia         | Dura (i)     | Boris Becker        | 7−6(5), 7−6(7), 2−6, 6−3      |
| Guanyador | 8.   | 27 de febrer de 1995   | Stuttgart                 | Moqueta (i)  | Michael Stich       | 7−6(4), 6−3, 6−7(6), 1−6, 6−3 |
| Guanyador | 9.   | 6 de març de 1995      | Rotterdam, Països Baixos  | Moqueta (i)  | Paul Haarhuis       | 7−6(5), 6−4                   |
| Finalista | 3.   | 21 d'agost de 1995     | New Haven, Estats Units   | Dura         | Andre Agassi        | 6−3, 6−7(2), 3−6              |
| Finalista | 4.   | 20 de maig de 1996     | Roma, Itàlia              | Terra batuda | Thomas Muster       | 2−6, 4−6, 6−3, 3−6            |
| Guanyador | 10.  | 8 de juliol de 1996    | Wimbledon, Regne Unit     | Gespa        | MaliVai Washington  | 6−3, 6−4, 6−3                 |
| Finalista | 5.   | 5 d'agost de 1996      | Los Angeles               | Dura         | Michael Chang       | 4−6, 3−6                      |
| Guanyador | 11.  | 10 de març de 1997     | Rotterdam (2)             | Moqueta (i)  | Daniel Vacek        | 7−6(4), 7−6(5)                |
| Guanyador | 12.  | 21 d'abril de 1997     | Tòquio                    | Dura         | Lionel Roux         | 6−2, 3−6, 6−1                 |
| Guanyador | 13.  | 23 de juny de 1997     | Rosmalen (2)              | Gespa        | Guillaume Raoux     | 6−4, 7−6(7)                   |
| Finalista | 6.   | 27 d'octubre de 1997   | Stuttgart                 | Moqueta (i)  | Petr Korda          | 6−7(6), 2−6, 4−6              |
| Guanyador | 14.  | 16 de febrer de 1998   | Sant Petersburg, Rússia   | Moqueta (i)  | Marc Rosset         | 6−4, 7−6(5)                   |
| Finalista | 7.   | 10 d'agost de 1998     | Toronto, Canadà           | Dura         | Patrick Rafter      | 6−7(3), 4−6                   |
| Guanyador | 15.  | 2 de novembre de 1998  | Stuttgart                 | Moqueta (i)  | Ievgueni Kàfelnikov | 6−4, 6−3, 6−3                 |
| Guanyador | 16.  | 1 de març de 1999      | Londres, Regne Unit       | Moqueta (i)  | Greg Rusedski       | 7−6(6), 6−7(5), 7−5           |
| Guanyador | 17.  | 29 de març de 1999     | Miami, Estats Units       | Dura         | Sébastien Grosjean  | 4−6, 6−1, 6−2, 7−5            |
| Finalista | 8.   | 1 de novembre de 1999  | Stuttgart (2)             | Moqueta (i)  | Thomas Enqvist      | 1−6, 4−6, 7−5, 5−7            |
| Finalista | 9.   | 19 de juny de 2000     | Halle, Alemanya           | Gespa        | David Prinosil      | 3−6, 2−6, 7−5, 5−7            |

## Trajectòria a Grand Slams

### Individual
| Open d'Austràlia | A   | 4R | SF | 2R | A  | 2R | 3R | A  | A  | 2R | 3R | A | A   | 2R  | 0 / 8  | 16 − 7  |
| Roland Garros | A   | 2R | 3R | SF | 3R | 2R | QF | 3R | 3R | 2R | 3R | A | A   | A   | 0 / 10 | 22 − 10 |
| Wimbledon | A   | 3R | 3R | 4R | 1R | 1R | G  | 4R | SF | 3R | 2R | A | QF  | A   | 1 / 11 | 22 − 11 |
| US Open | A   | 1R | 4R | 4R | 2R | 3R | 1R | QF | 3R | QF | QF | A | 1R  | A   | 0 / 11 | 22 − 11 |
| Rànquing a final d'any | 129 | 45 | 10 | 15 | 17 | 11 | 7  | 11 | 10 | 10 | 36 | − | 112 | 147 |        |         |
| Llegenda: G: Guanyador; F: Finalista; SF: Semifinalista; QF: Quarts de final; Q: Qualificació; A: Absent; RR: Round Robin |     |    |    |    |    |    |    |    |    |    |    |   |     |     |        |         |